# Ajat
Ajat (trong tiếng Occitan Abzac) là một xã của Pháp, nằm ở tỉnh Dordogne trong vùng Aquitaine của Pháp. Xã này có diện tích 21,95 km2, dân số năm 2007 là 304 người. Xã nằm ở khu vực có độ cao trung bình 189 m trên mực nước biển.

## Hành chính
| Danh sách các xã trưởng                |                  |                    |                  |          |
| Giai đoạn                              | Giai đoạn        | Tên                | Đảng             | Tư cách  |
| tháng 3 năm 2001                       | tháng 3 năm 2008 | Marie-Anne Brachet | -                | -        |
| tháng 3 năm 2008                       | đương nhiệm      | Didier Clerjoux    | không chính thức | nông dân |
| Tất cả các dữ liệu trước đây không rõ. |                  |                    |                  |          |

## Thông tin nhân khẩu
| Năm    | 1962 | 1968 | 1975 | 1982 | 1990 | 1999 | 2007 |
| ------ | ---- | ---- | ---- | ---- | ---- | ---- | ---- |
| Dân số | 352  | 306  | 301  | 297  | 275  | 281  | 304  |